# Daddzsál
A Daddzsál, teljes nevén Al-Maszih ad-Daddzsál (arabul: المسيح الدجّال, „a hamis messiás, a megtévesztő”) iszlám eszkatológiai alak, aki a világ vége előtt jelenik meg. Alakja hasonló az Antikrisztushoz. A Korán nem említi, a hadíszok viszont beszámolnak róla.

## Jellemzői
- Megtéveszti a hívőket.
- Képes lesz csodákat tenni, hogy megzavarja a muszlimokat.[2]
- Nem lesz képes belépni Mekkába és Medinába.
- A síita tanítások szerint a Mahdí az iszlám nevében harcolni fog vele.
- Íszá (Jézus) meg fogja ölni.[3]

## Fordítás
- Ez a szócikk részben vagy egészben  a   Daddschāl című német Wikipédia-szócikk fordításán alapul.  Az eredeti cikk szerkesztőit annak laptörténete sorolja fel. Ez a jelzés csupán a megfogalmazás eredetét és a szerzői jogokat jelzi, nem szolgál a cikkben szereplő információk forrásmegjelöléseként.